# 名誉修士
名誉修士（めいよしゅうし）とは、各国の国内法ないし各大学が規則により定める学位に類する学術称号で、名誉学位のひとつである。ただし、学校教育法上の修士の学位とは異なり、大学の自治に基づき大学が独自に定めた名誉称号である。名誉学位ともいい、名誉学士の上位にあり、名誉博士の下位にある称号である。あくまでも社会活動の実績が認められるだけであり、学位論文の審査を受けるわけではないため、たとえ名誉修士を贈呈されたとしても大学院卒の扱いにはならない。名誉学位は自ら望んで得られるものではなく、大学の威信をかけた厳格な審査も相まって、贈呈される人物は非常に稀である。
具体的な贈呈例としては、1985年にケント大学がロック歌手のボブ・ゲルドフに対し、飢餓救援活動への功績を讃えて名誉修士号を贈呈した例や、2008年10月1日に同年夏の北京オリンピックにおいて金メダルを獲得した吉田沙保里、伊調千春、伊調馨らが母校の中京女子大学（現・至学館大学）より名誉修士の称号を受けた例などがある。さらに2013年6月19日には、イタリア人デザイナーのロベルト・カバリがデザインスクール「Domus Academy（ドムスアカデミー）」から、ファッションマネージメントにおける名誉修士号を贈呈されている。